# Cathy Apourceau-Poly
Cathy Apourceau-Poly, née le 18 avril 1965, est une femme politique française. Membre du Parti communiste français, elle est conseillère régionale du Nord-Pas-de-Calais de 2004 à 2015 et sénatrice du Pas-de-Calais depuis le 1er juillet 2018.

## Biographie
Cathy Apourceau-Poly est élue au conseil régional du Nord-Pas-de-Calais en 2004 et réélue en 2010. Elle y est chargée de la formation et de l’apprentissage.
Elle est conseillère municipale d'Avion depuis 2009 et, en cette qualité, administre le Centre communal d'action sociale (CCAS). D'autre part, elle est  présidente de la mission Bassin minier depuis 2014.
Cathy Apourceau-Poly devient sénatrice du Pas-de-Calais le 1er juillet 2018 à la suite de la démission de Dominique Watrin, dont elle était la suivante de liste. Elle est inscrite au groupe communiste, républicain, citoyen et écologiste (CRCE) et appartient à la commission des affaires sociales. Elle est également secrétaire de la mission d'évaluation et de contrôle de la sécurité sociale.
Elle fait partie de la liste « Pour l'Europe des gens, contre l'Europe de l'argent » menée par Ian Brossat pour les élections européennes de 2019 en France. Elle figure en 54e position dans la liste.
Conduisant la liste « Proches de vous, unis pour le Pas-de-Calais » pour les élections sénatoriales de 2023, elle est élue ainsi que Jean-Pierre Corbisez qui occupait la deuxième place sur la liste,.

## Prises de position
Elle défend le passage à la semaine de travail de 32 heures. « Réduire le temps de travail permet de créer des emplois. Le passage aux 35 heures a généré de 350 000 à 500 000 emplois. Il a aussi permis selon l'Institut national de la statistique et des études économiques (Insee) un gain de productivité de 4 à 5 % pour les entreprises et un fort développement de l’économie de la culture, des loisirs et du tourisme grâce au temps libéré ».

## Synthèse des résultats électoraux

### Élections sénatoriales
Les résultats ci-dessous concernent uniquement les élections où elle est tête de liste.
| Année | Liste | Liste   | Département   | Voix | %     | Rang | Sièges |
| ----- | ----- | ------- | ------------- | ---- | ----- | ---- | ------ |
| 2023  |       | PCF-DVG | Pas-de-Calais | 995  | 25,22 | 2e   | 2 / 7  |